# Sersel
Sersel, Cherchell (arab nyelven: شرشال) kikötőváros Algériában, Tipáza tartományban, Algírtól 93 km-re nyugatra. Sersel kerület székhelye. 1998-ban 24 400 lakosa volt.

## Története

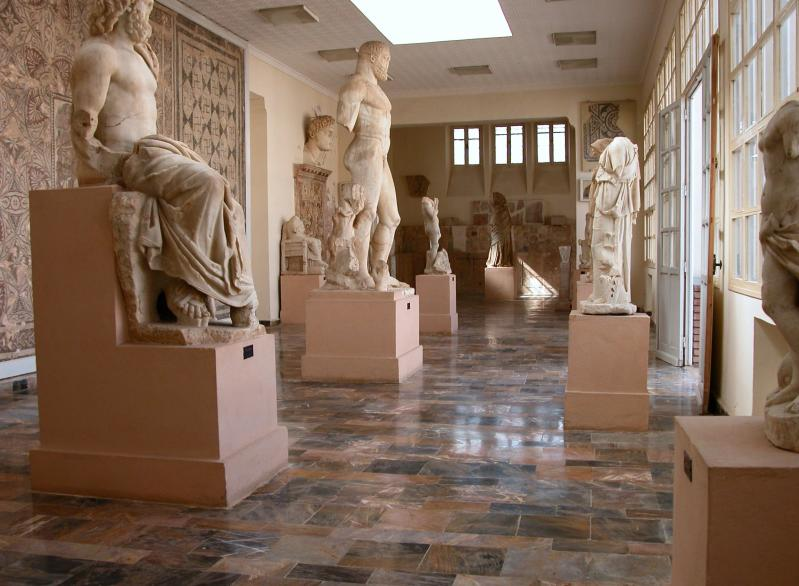
A múzeum látképe

A várost karthágói föníciaiak alapították a Magreb északkeleti partján, mint kereskedelmi állomást. A település eredetileg Iol vagy Jol néven volt ismert.
Sersel a Numidia berber királyságnak részévé vált Jugurtha alatt. Jug, 104-ben halt meg. Kulcsfontosságú városként szolgált a berber monarchia idején. A Berber I. Bocchus és II. Bocchus is itt élt Numidia többi királyához hasonlóan. Iol egy Mauretania nevű térségben volt, amely akkoriban a Numidian királyság része volt. Az 1. században, a város stratégiai elhelyezkedésének köszönhetően, új védekezést épített ki.
Az utolsó Numidiai király II. Juba; felesége a görög Ptolemaic hercegnő II. Cleopatra Selene, Marcus Antonius lánya és egyiptomi Kleopátra volt. Kr. e. 29-ben Augusztus római császár átszervezte a területet, amely magában foglalta Numidia nyugati részét is. A fővárost Iolban hozták létre, Caesarea vagy Caesarea Mauretaniae néven, a császár tiszteletére.
Juba és Cleopatra nem csak átnevezték új fővárosukat, hanem egy tipikus új görög-római várossá építették át finom római stílusban, nagy, ragyogó és drága méretben. A várostervezés rácsszerkezetű utcákból  állt, és egy színházat, egy művészeti gyűjteményt és egy Alexandriánál hasonló világítótornyot is tartalmazott. Caesarea-t az ősi egyiptomi, görög és római építészeti stílusok gazdag keverékében építették át. Az uralkodókat a mauritániai királyi mauzóleumban temették el, amely máig látható. A tengeri kikötő fővárosa és királysága ebben az időszakban virágzott, ahol a lakosság nagy része görög és föníciai eredetű, a berberek kisebbségével. Caesarea továbbra is jelentős létszámú központ volt a numidiai uralom alatt, a görög-római civilizáció egészen 40-ig fennmaradt, addig míg Mauretania Ptolemaia uralkodóját  Rómában meg nem gyilkolták. Ptolemaiak meggyilkolása olyan reakciókat váltott ki, amelyek hatása pusztító háborút okozott Rómával.
44 éves, négy évig tartó lázadás után a fővárost elfoglalták, és a római császár, Claudius a mauritán királyságot két római tartományra osztotta. Azt a tartományt, amelynek Caesarea lett a fővárosa, Mauretania Caesariensis-nek nevezték el. Magában a városban római katonák telepedtek le, és kolónia rangot kapott, hívták Colonia Claudia Caesarea-nak is.
A későbbi évszázadok során a római lakosság is megsokasodott, hasonlóan a berber populációhoz, ami egy vegyes görög-föníciai, berber és római lakosságot eredményezett. A városban hippodrom, amfiteátrum, bazilika, számos templom és római polgári épület is épült. Ebben a korszakban a városnak volt saját filozófiai akadémiája és könyvtára is. A Római Birodalom egyik jelentős városa volt, a római világgal kereskedelmi kapcsolatai voltak.
1531-ben Andrea Doria itt égette föl az algériai kalózok hajóhadát. 1840-ben a franciák foglalták el.

## Galéria

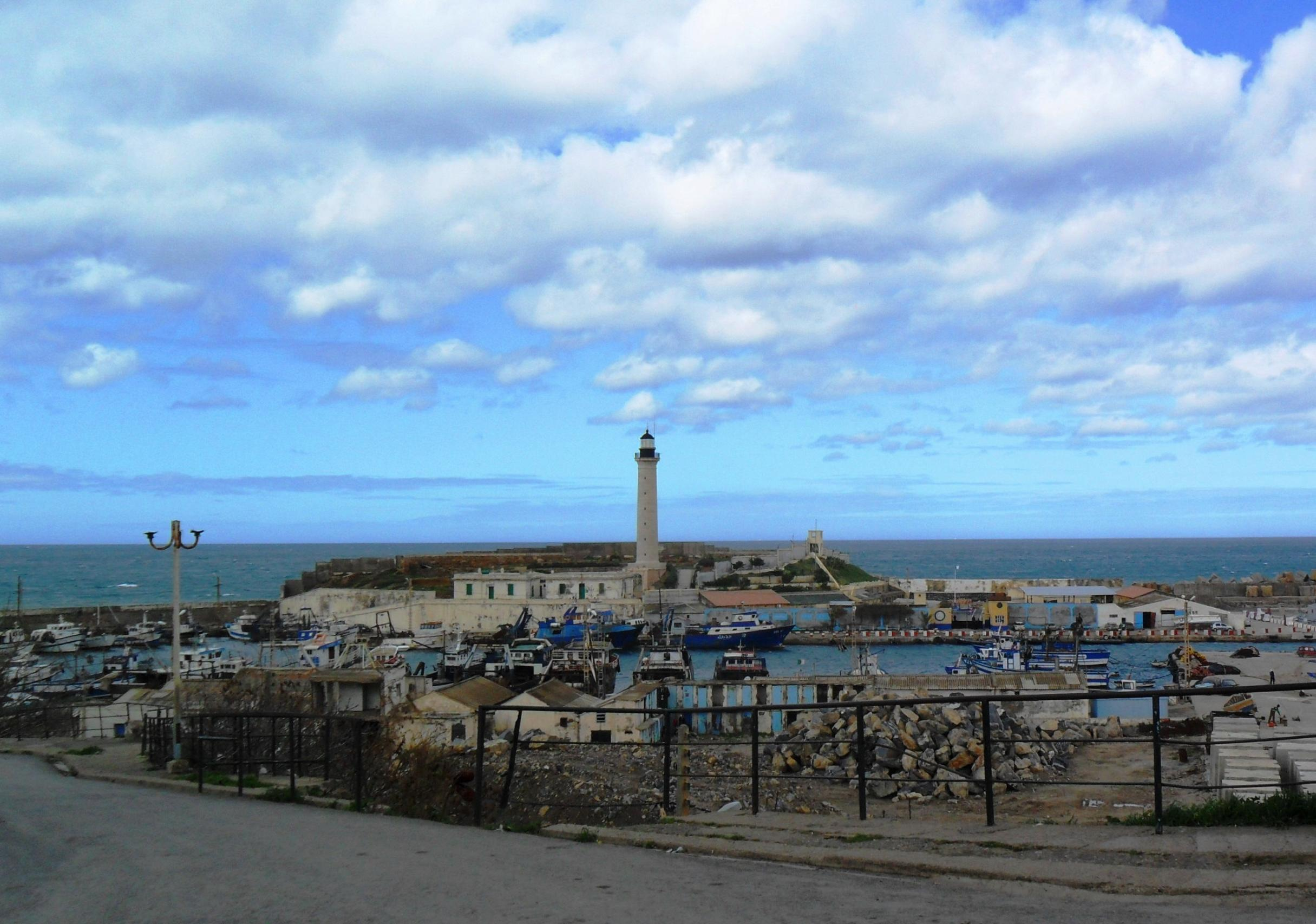
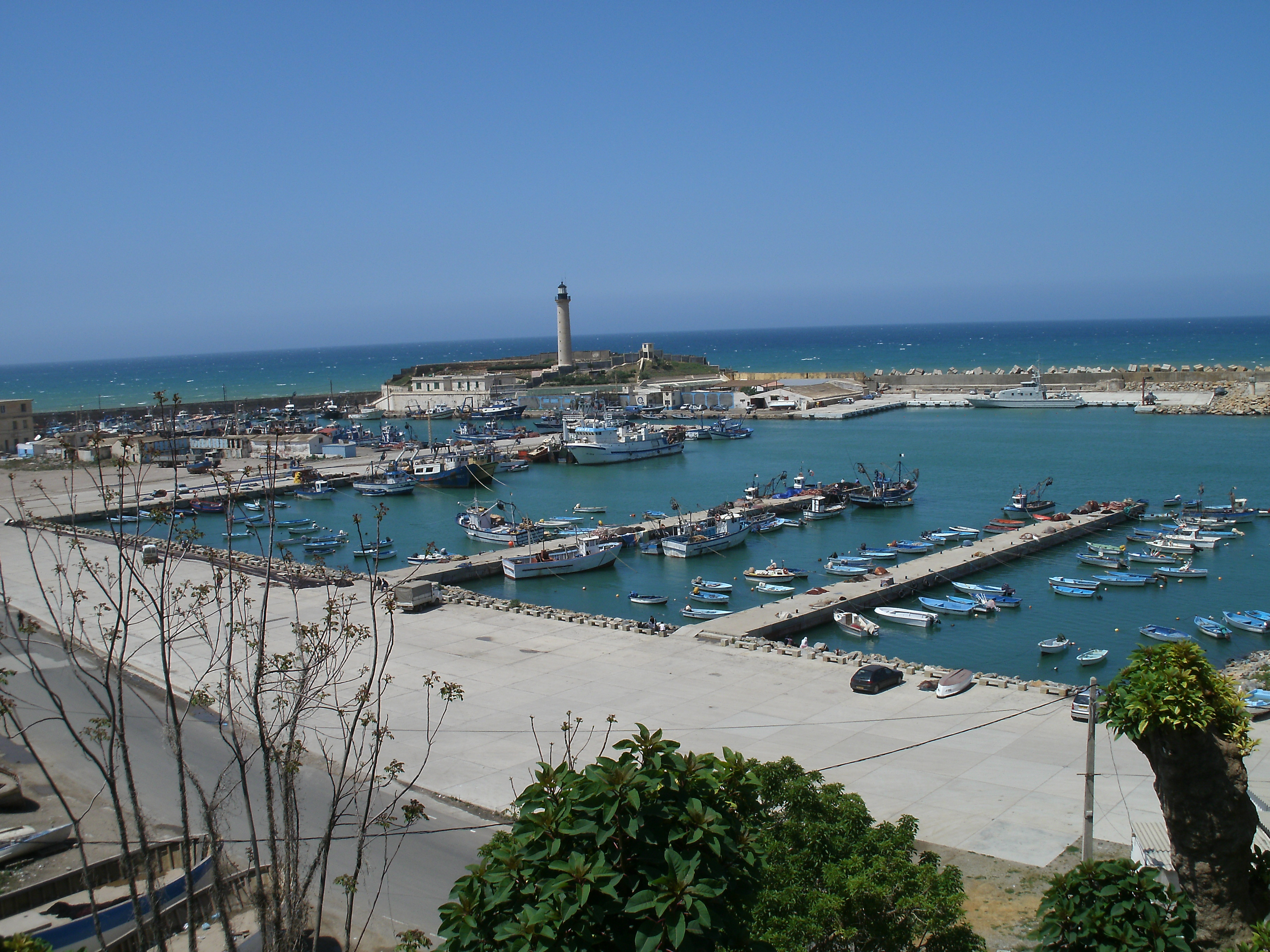
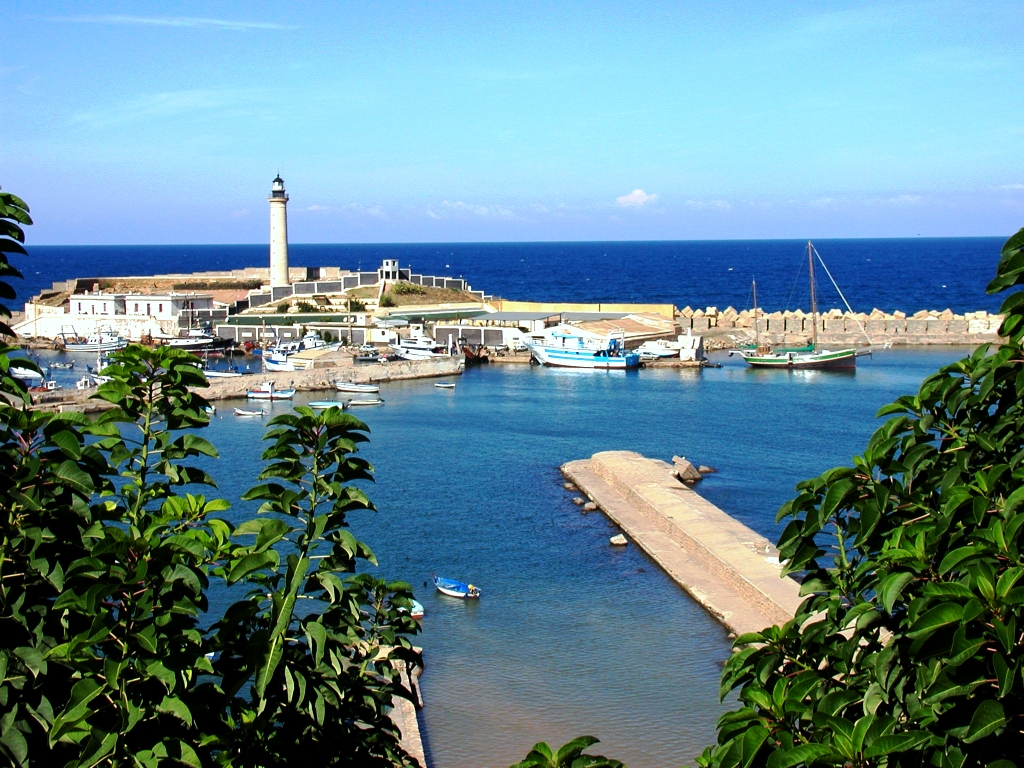
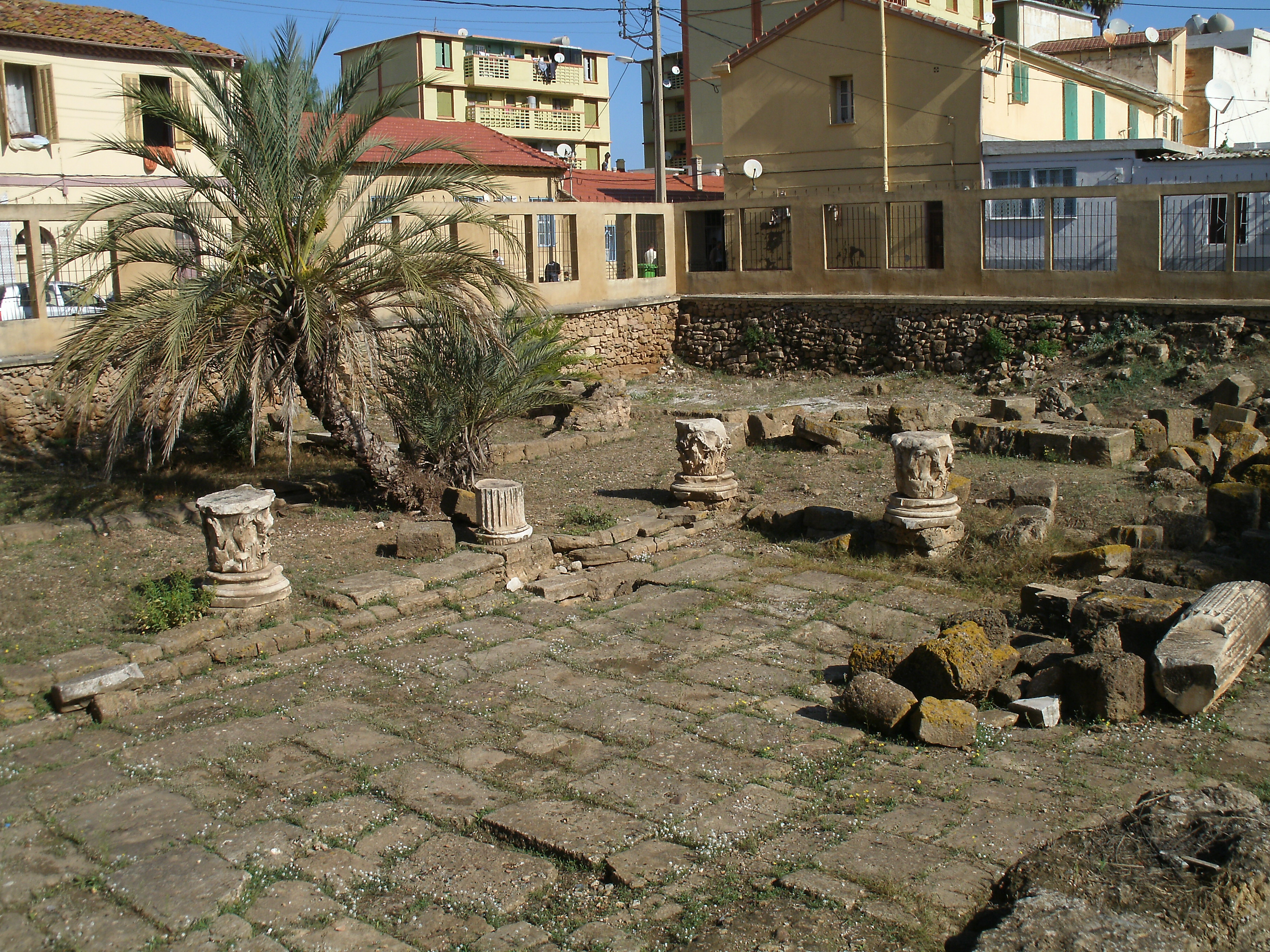
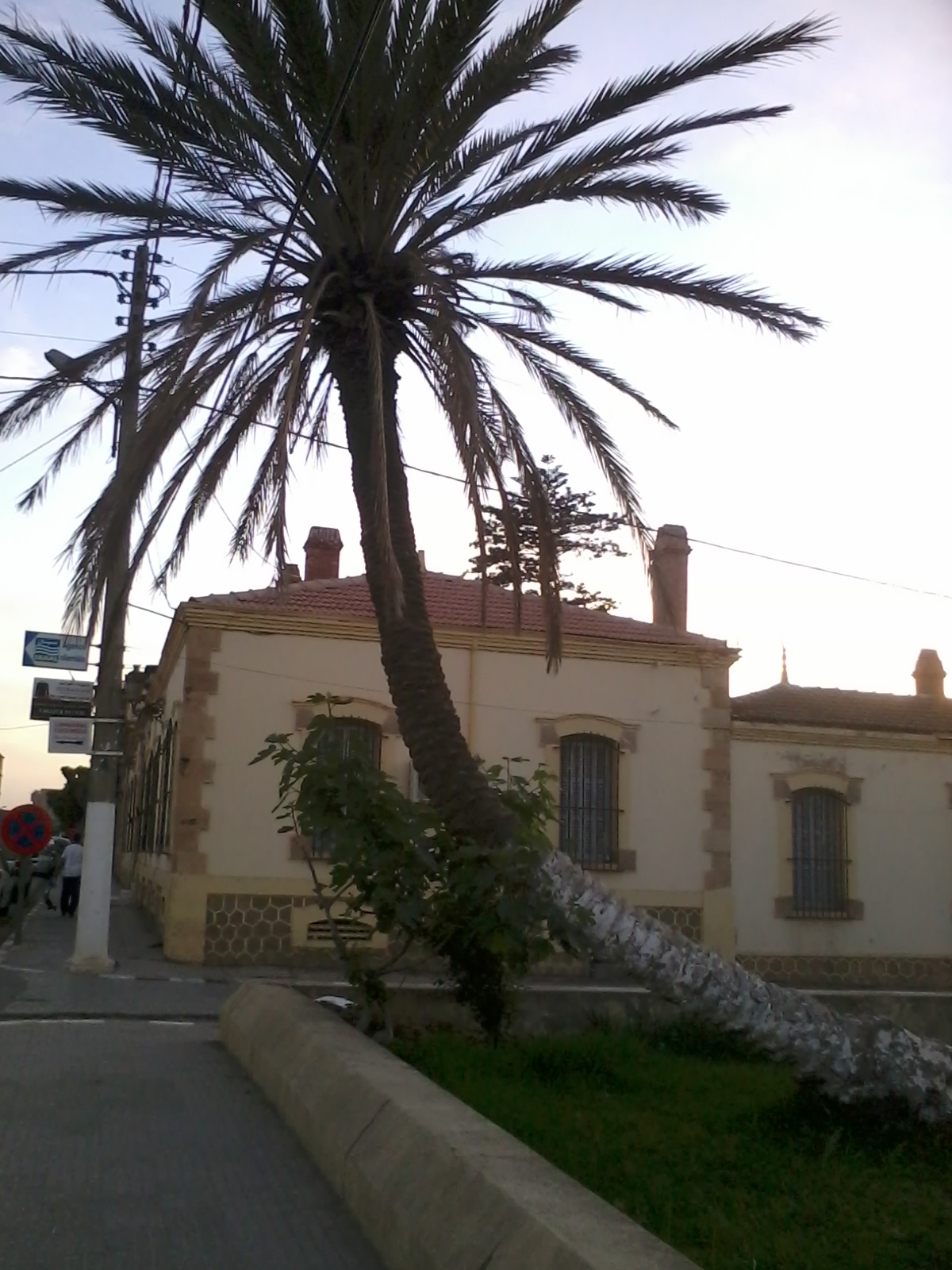
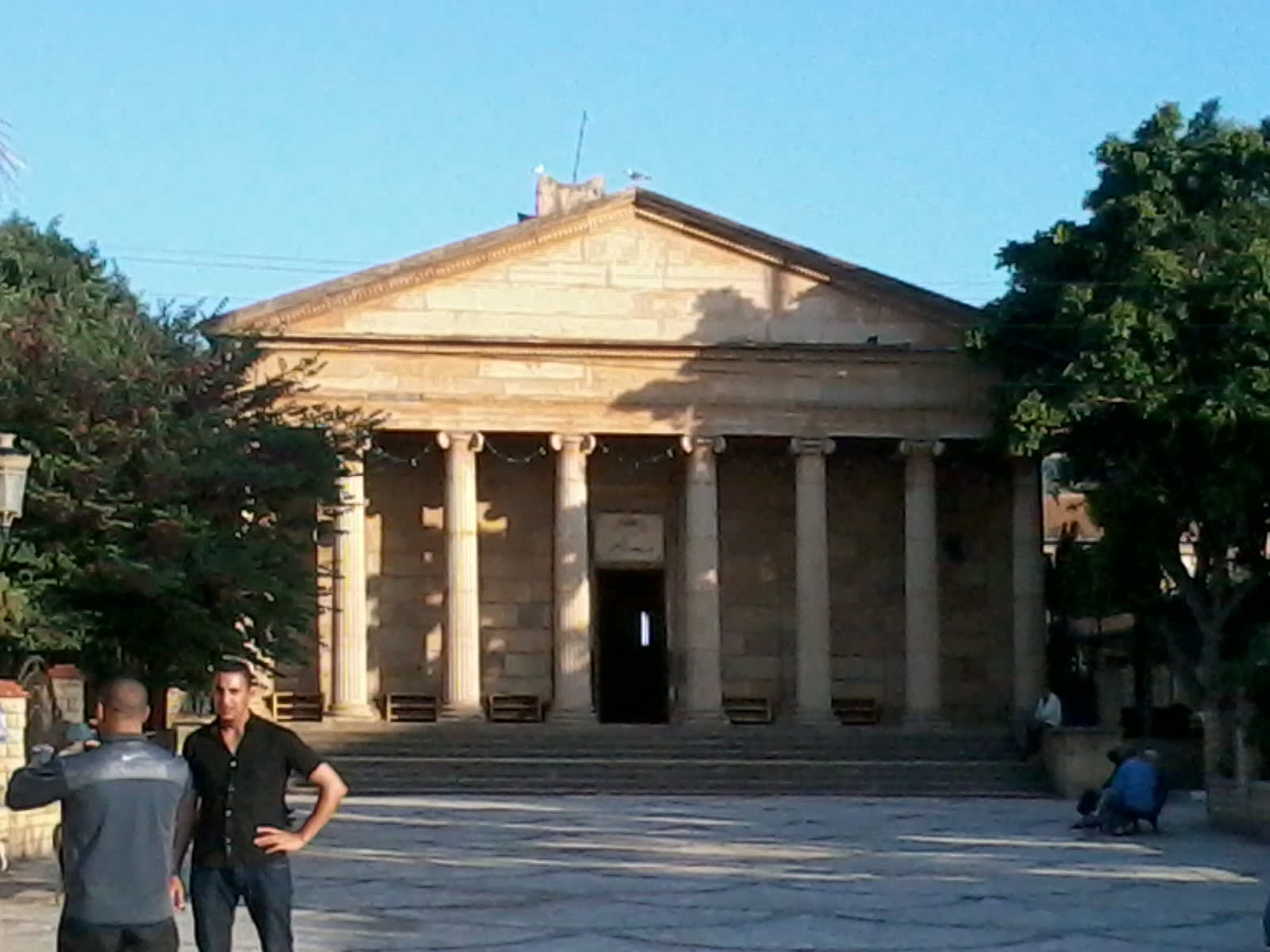
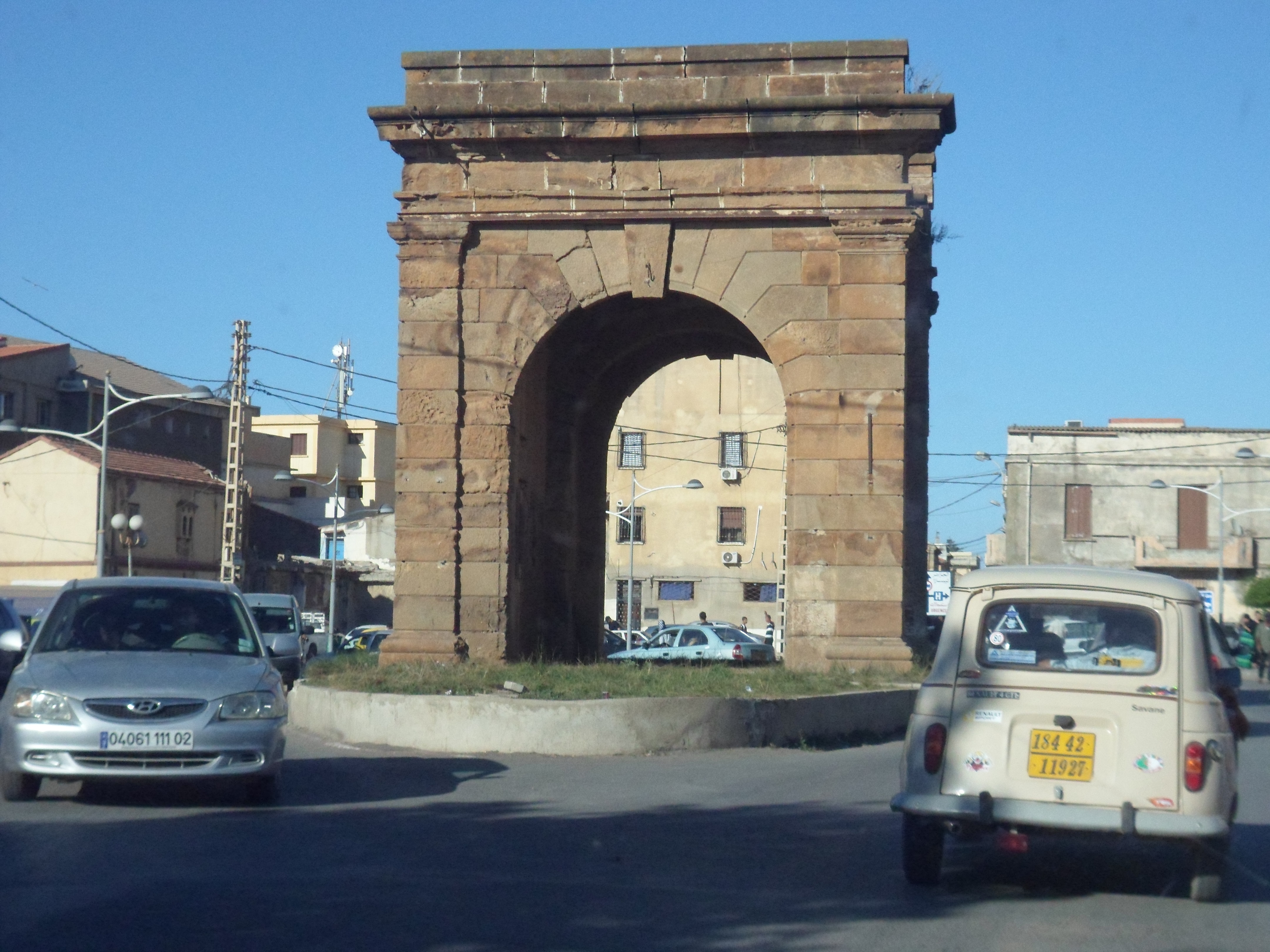
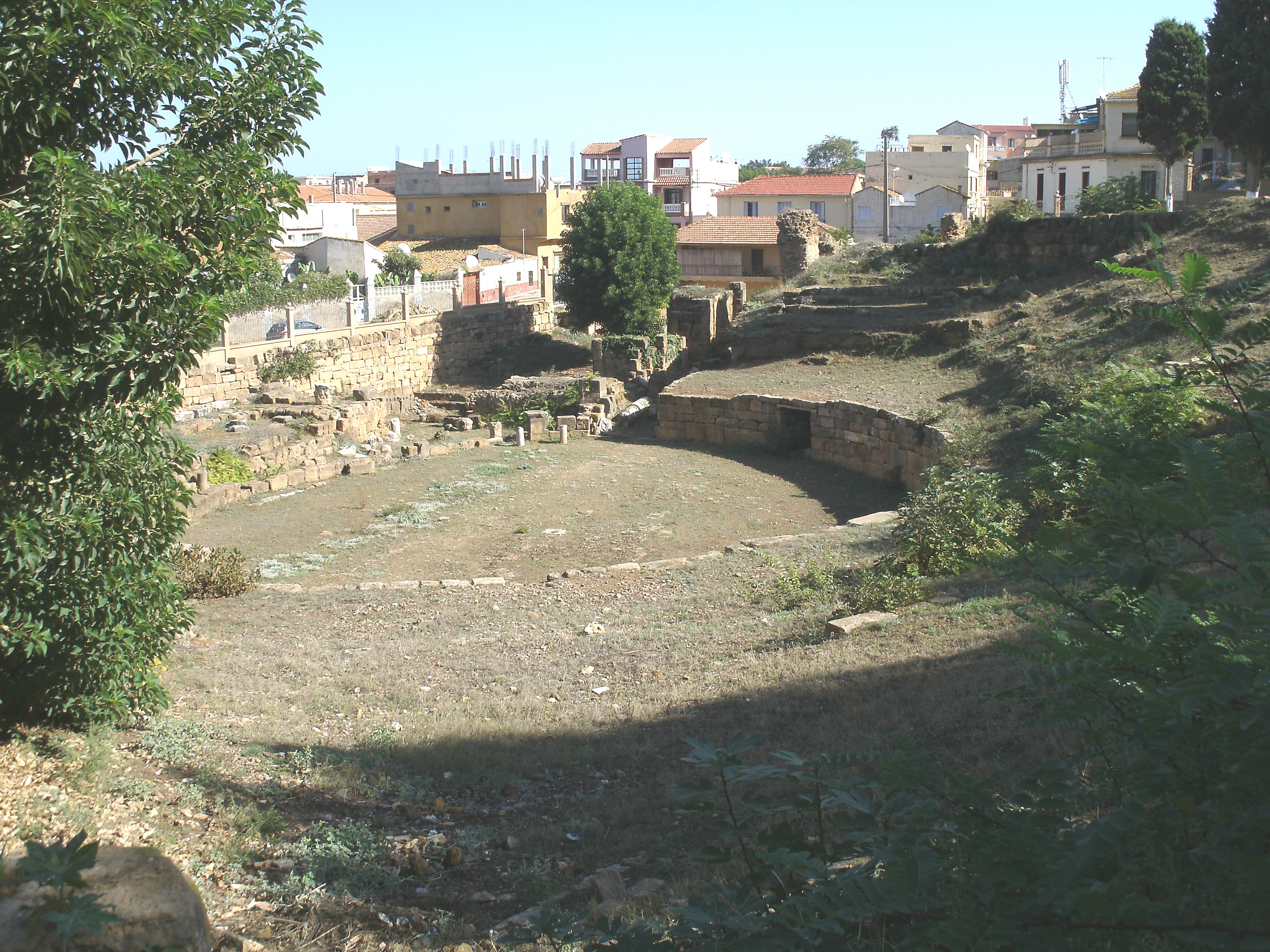
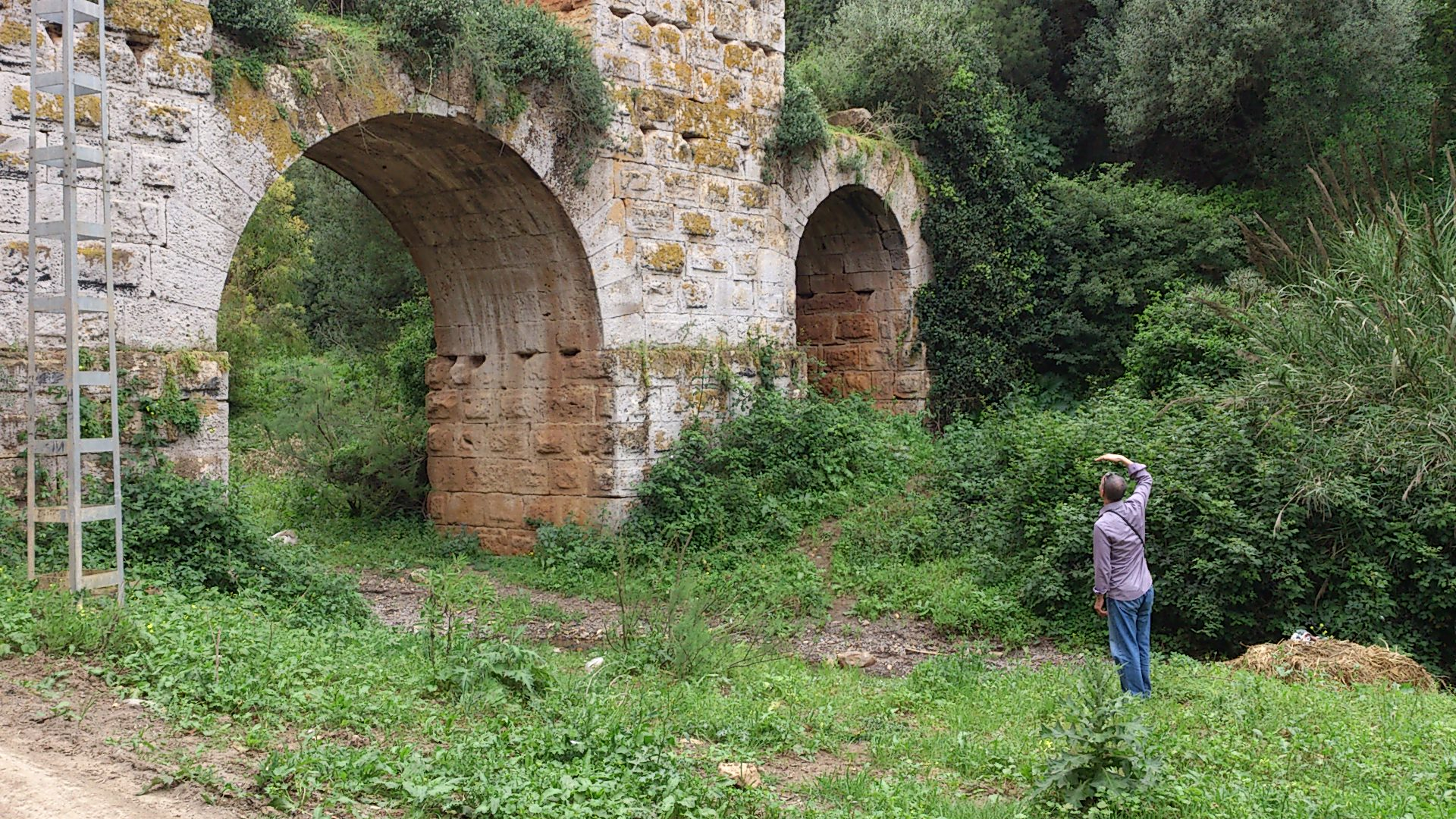
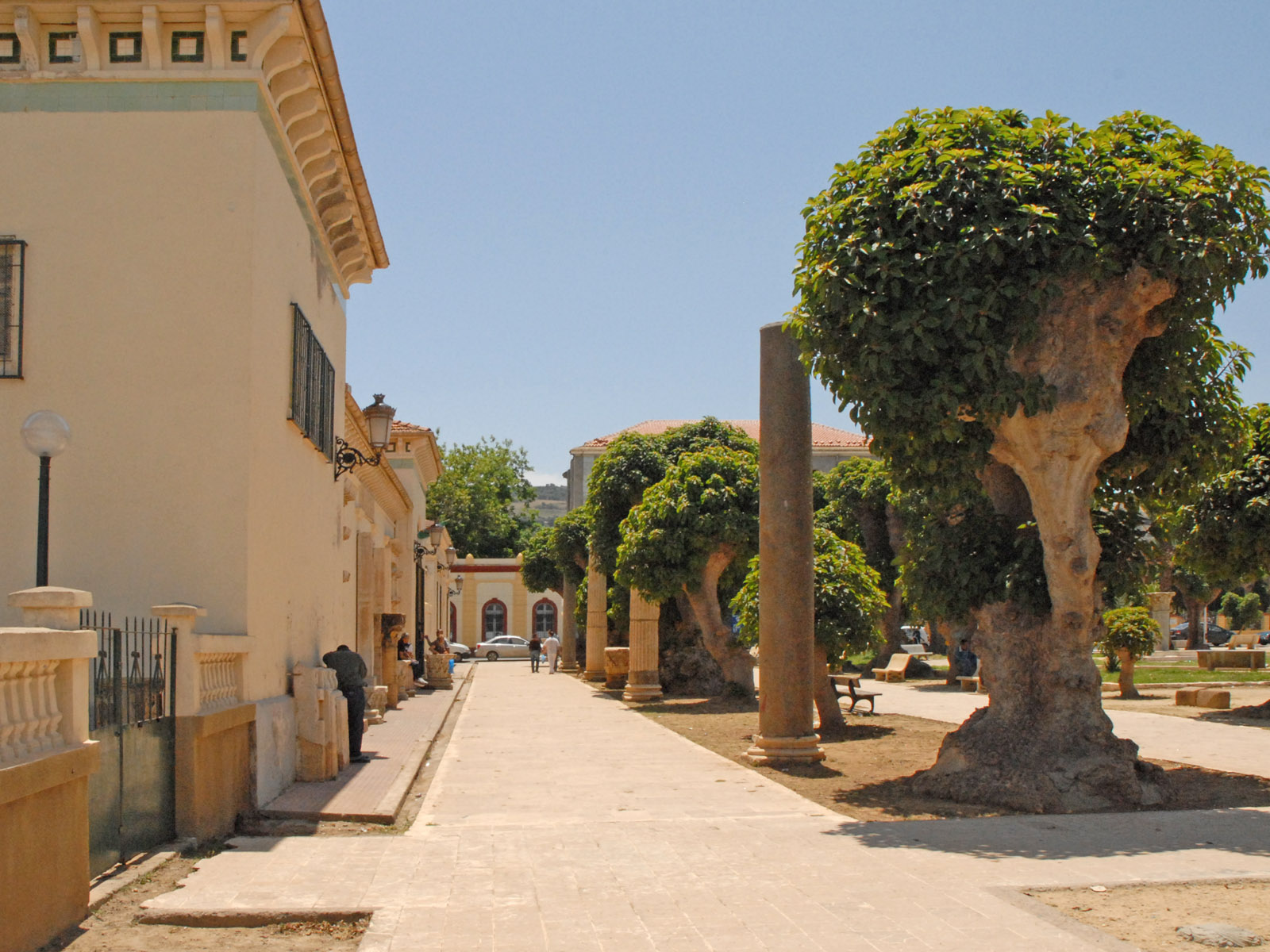
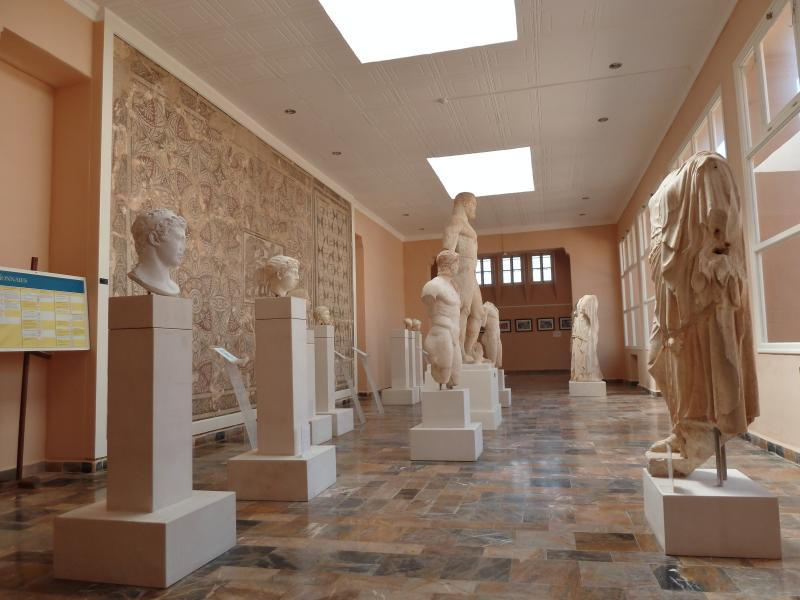
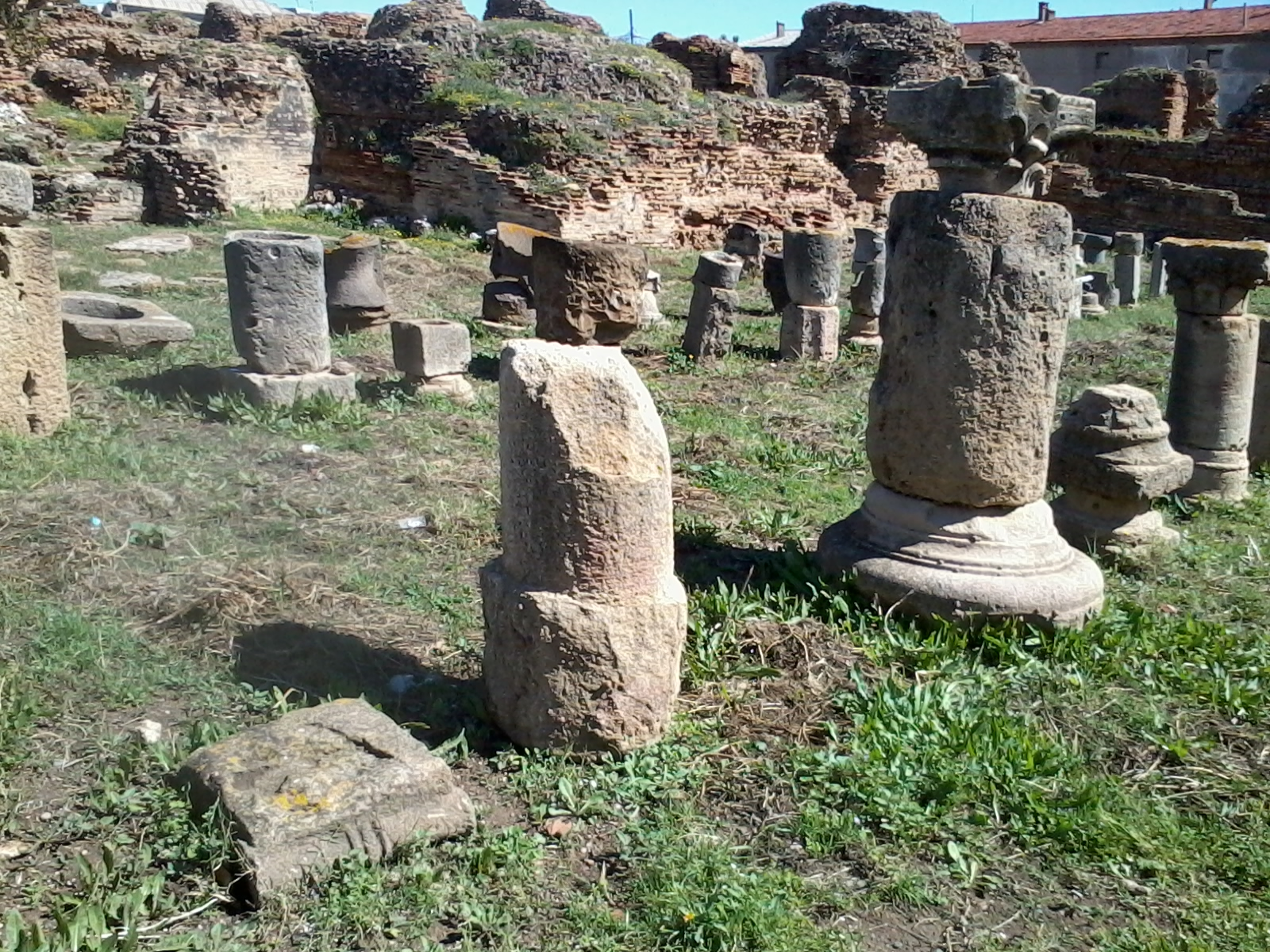
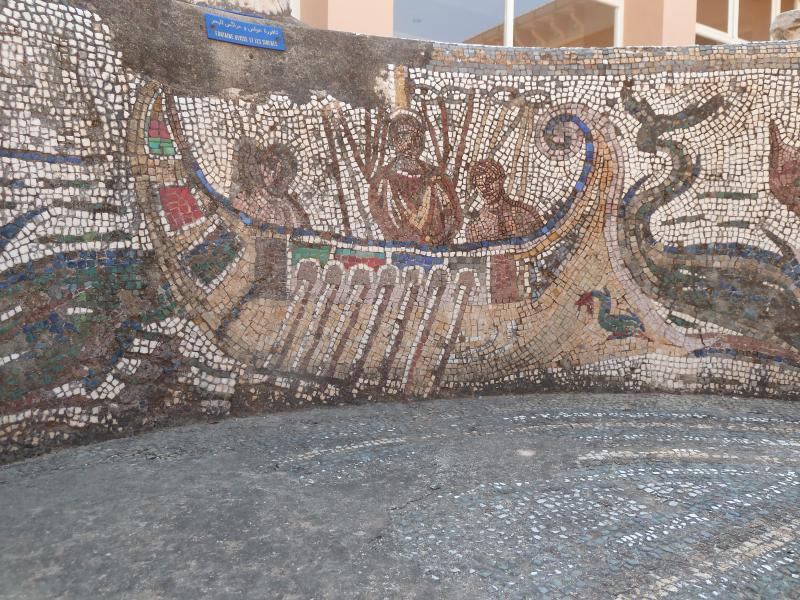
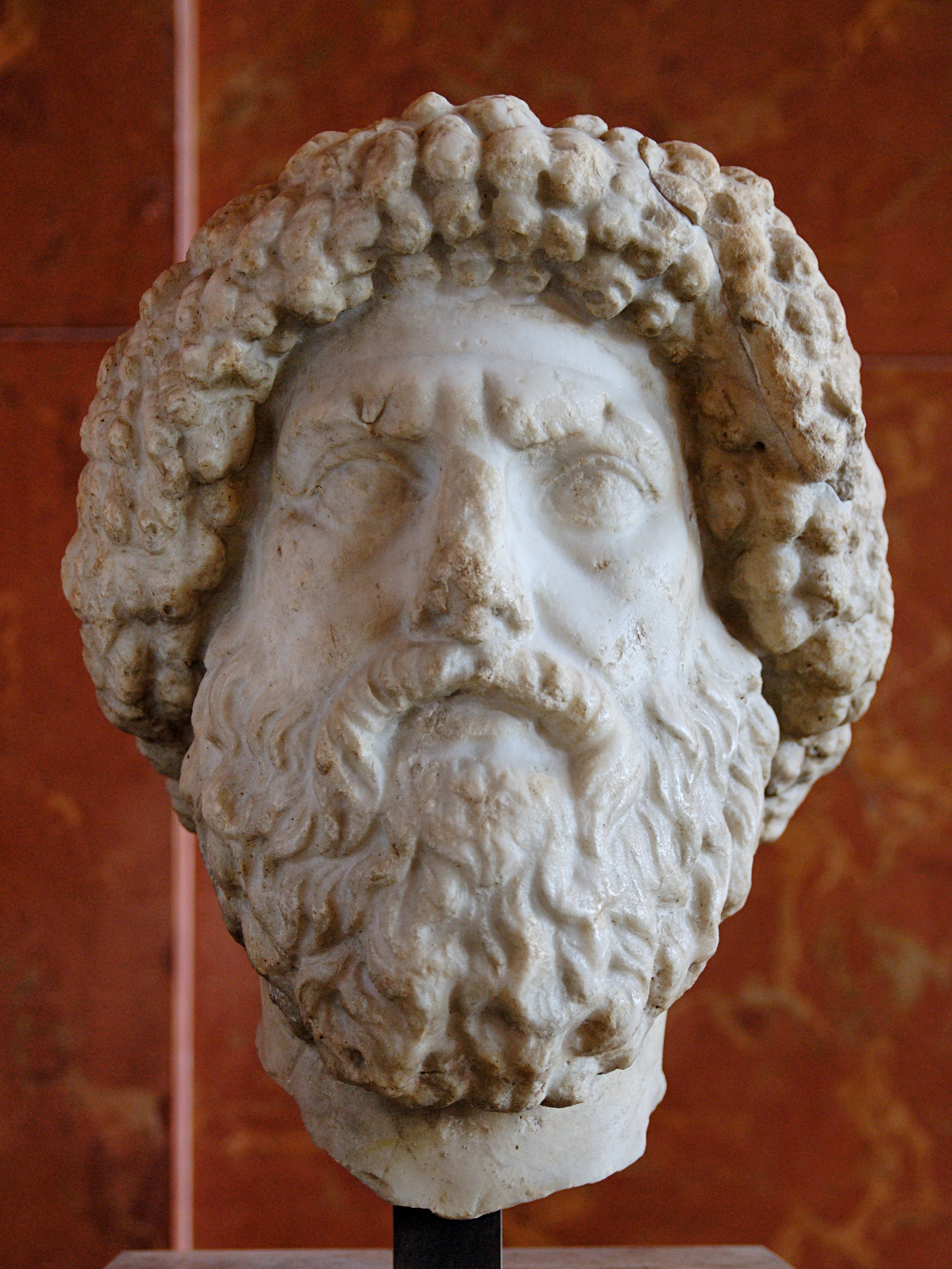
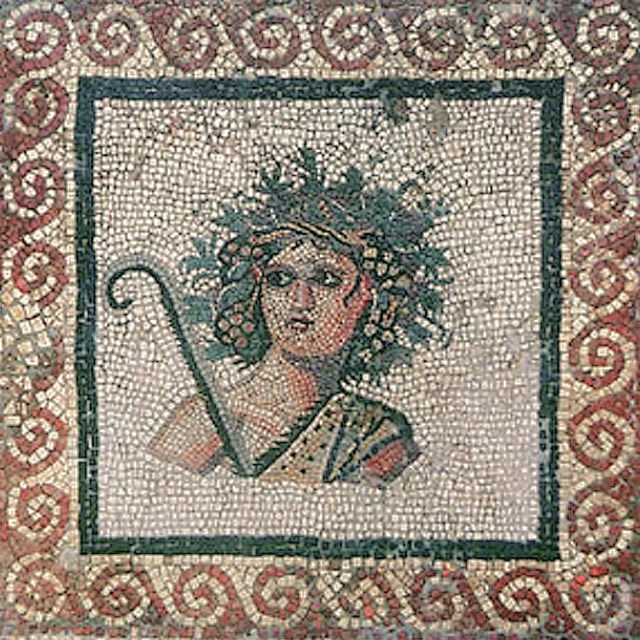
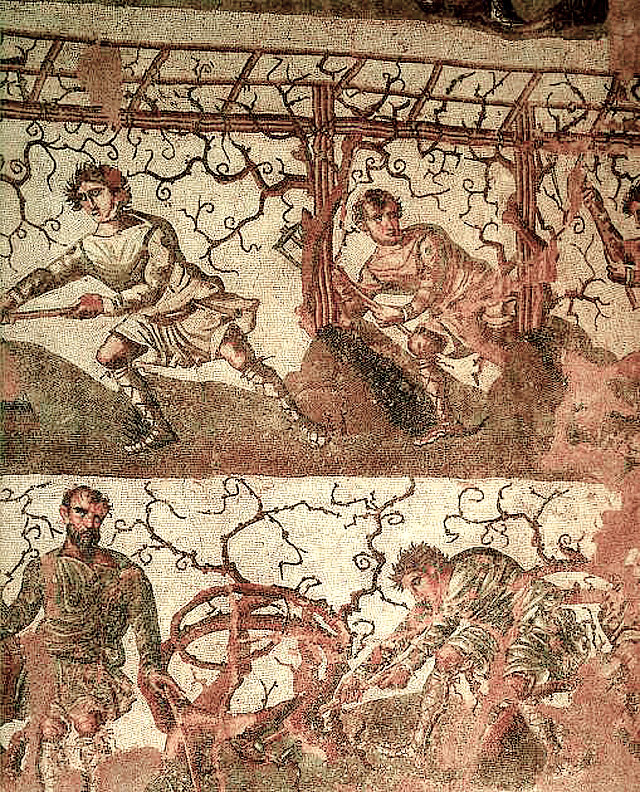